# آب‌انبار چم تنگ
آب‌انبار چم تنگ مربوط به دوره قاجار است و در شهرستان دشتستان، بخش آبپخش، دهستان درواهی، روستای چم تنگ واقع شده و این اثر در تاریخ ۲۸ اسفند ۱۳۸۵ با شمارهٔ ثبت ۱۸۷۲۶ به‌عنوان یکی از آثار ملی ایران به ثبت رسیده است.